# Mxmtoon
mxmtoon — американська співачка, авторка пісень та ютуберка (також знана як Майя) з Окленда, штат Каліфорнія, відома своїм співом та грою на укулеле. Народилася 9 липня 2000 року. Її самовиданий EP-альбом у 2018 році, Plum Blossom, записаний на її ноутбуці в гостьовій спальні батьків, транслювався понад 100 мільйонів разів. Свій дебютний альбом «The Masquerade» Майя випустила у вересні 2019 року.

## Раннє життя
Майя народилася 9 липня 2000 року, в Окленді, штат Каліфорнія, і виросла біля озера Меррітт. Вона є китайською американкою з боку матері, а також німкеня та шотландка — з боку батька. Вона описує себе як «Хапа», оскільки вона зростала в китайській культурі. Протягом всього свого шкільної життя вона любила уроки мистецтва та архітектури. Вона почала захоплюватися музикою з юних років. Її брат брав уроки скрипки, а в першому класі до нього приєдналася Майя. Кілька років потому вона почала грати на класичному віолончелі та трубі.
У п'ятому класі Майя пройшла прослуховування у шкільну рок-групу. В очікуванні прослуховування віолончелю її попросили заспівати пісню Оазису «Wonderwall». В результаті вона приєдналася як вокалістка, де зокрема виконувала пісню «The Middle» Jimmy Eat World'а. У шостому класі Майя почала брати уроки гри на гітарі у свого батька. Співачка вперше використала ім'я «mxmtoon» у своєму Інстаграм-аккаунті, у якому вона малювала мультиплікаційні скетчі для своїх 500 підписників, більшість яких були незнайомцями. Майя запустила свій YouTube канал і почала грати на укулеле у середній школі. Вона написала свою першу пісню у віці 13-ти років.

## Кар'єра

### 2017—2018: «Falling for U»,plum blossom
Все почалося з записів у GarageBand у гостьовій спальні батьків,  створення перкусійних композицій за допомогою стайлерів для волосся. Майя почала самостійно випускати пісні на YouTube під псевдонімом «mxmtoon» у 2017 році. Після першої спроби написання комедійних пісень вона почала писати пісні, які передавали її емоції, наприклад «feelings are fatal», для створення якої знадобились лише мікрофон та GarageBand. Наразі пісня має понад 55 мільйонів прослуховувань на Spotify. Її колаборація у 2017 році з японським лоу-фай продюсером Peachy, «Falling for U», досягла майже 40 мільйонів прослуховувань на Spotify до червня 2019 року. Майя вирішила таємно випускати пісні, проте згодом була змушена розповісти усе сім'ї та друзям через стрімке набирання популярності в Інтернеті. 2018 року Майя випустила свій дебютний EP, Plum Blossom, який був оцінений Earmilk, i-D і Hypebeast, і до серпня 2019 року отримав понад 100 мільйонів прослуховувань на Spotify. Сингл EP «I Feel Like Chet» є даниною поваги одному з її улюблених джазових музикантів Чету Бейкеру.
Після закінчення школи Майя взяла «рік перерви», відклавши поступлення в коледж, щоб зосередитися на своїй музиці. Вона планувала навчатися архітектурі після закінчення середньої школи, доки її музика не стала вірусною в квітні 2018 року. У листопаді 2018 року вона оголосила про свій «Plum Blossom Tour», який був повністю розпроданий. Тур спочатку був запланований на п'ять концертів в США з колегою з Каліфорнії, співаком-виконавцем Khai Dreams, у березні 2019 року. Згодом його розширили на додаткові концерти в Північній Америці та Європі, включаючи перші виступи для bedroom pop YouTuber Cavetown у Великій Британії. Майя вперше з'явилася на білборді на Таймс-сквер, коли Spotify рекламував її сингл «Dream of You» для їхнього плейлиста New Music Friday.

### 2019–дотепер:The Masquerade, Kobalt
До виходу альбому The Masquerade Spotify оголосив про випуск 21 Days, музичного подкасту, який спостерігатиме за Майєю, поки вона працює над альбомом у Нью-Йорку. Ліз Гейтлі із Spotify похвалила Майю, заявивши, що "у неї, очевидно, вже багато підписників, але цього недостатньо. Людина має бути справжньою, і ми відчули, що вона має і те, і інше ". Подкаст включає в себе вісім-епізодів звукового щоденника, у якому є інтерв'ю з членами сім'ї, друзями і співробітниками, в тому числі продюсера альбому Cavetown .
Дебютний студійний альбом Майї, The Masquerade, вийшов 17 вересня 2019 року. Альбом досягнув 17-го місця у US Heatseekers Chart та 45-го місця в US Indie Albums Chart. Сингл «Prom Dress» з альбому натхненний подіями з її життя і стосується соціальної тривоги та проблем, які виникають у підлітків у сучасному суспільстві. Пісня транслювалася понад 90 мільйонів разів на Spotify, і була використана в 100 000 відео на TikTok. Бек-каталог пісень Майї також отримав десятки мільйонів онлайн-прослуховувань.
Джошуа Боте з Paste описав альбом з десяти треків як «потішний тві-поп, що випалює справжній пафос з інтернет-знаменитості mxmtoon». Метт Юйітунг з Exclaim! писав: «[Майя] приносить у свою дебютну пластинку іронічний гумор і ліричні записки зі щоденника, нагадуючи про внесок Френкі Космос.»
У вересні 2019 року Майя розпочала свій аншлаговий «The Masquerade Tour» по Північній Америці та Великій Британії. Свій перший графічний роман «The Adventures of Mxmtoon: The Masquerade» вона випустила в жовтні 2019 року. Кірстен Спруч із Billboard написала "Роман легко поєднується з альбомом, втілюючи в собі її інтровертні підліткові тенденції та вільну творчість ". Гейб Бергадо з Teen Vogue описав книгу як «захоплюючу, чарівну візуальну подорож, що доповнює мрійливий альбом». Додатково Майя випустила анімаційний короткометражний фільм, що супроводжує графічний роман, в листопаді 2019 року.
У листопаді 2019 року Майя анонсувала у своєму Твіттері, що приєднається до американського співака та композитора Lauv для його літнього туру по Азії у 2020 року, в підтримку його альбому How I'm Feeling.
19 листопада 2019 року Kobalt Music Group оголосила, що запрошує Mxmtoon до їхнього лейблу за глобальною видавничою угодою. Ця угода включатиме в себе адміністративну та творчу підтримку наявних і майбутніх альбомів та робіт. Емілі Байнс, старший креативний директор Kobalt, сказала: «Mxmtoon — це саме той тип перспективного креативу, з яким ми мріємо співпрацювати в Kobalt. Її бачення, поєднане із прагненням її команди здійснити це, є непохитним. Ми будемо чути схоже від Майї ще дуже довго».
22 листопада 2019 року Майя випустила альбом The Masquerade (The Edits) . В EP є ремікси на пісні з The Masquerade від таких виконавців, як Chloe Lilac, Alexander 23 і Chloe Moriondo. У листопаді 2019, Dork додав Майю у їх список Hype 2020 року, разом з іншими артистами, наприклад Girl in Red, Beabadoobee і Maisie Peters.
У грудні 2019 року Майя перезаписала пісню «Prom Dress» на Сімліш, вигаданій мові, що використовується в іграх The Sims, щоб допомогти просуванню. Версія Сімліш була додана до The Sims 4 12 грудня 2019 року про що Майя схвально відгукнулась у Twitter. Через тиждень Майя випустила кліп на «Unspoken Words», який обертається навколо її китайсько-американського виховання, а також стосунків із бабусею з Китаю.
У січні 2020 року Майя випустила свій перший сингл 2020 року «Fever Dream». Після «Fever Dream» Майя випустила EP Dawn in April. В інтерв'ю «Сорок п'ять» Майя розказала про EP: "це великий прогрес. Я хотіла зробити EP, що витончено скаже спасибі і до побачення минулим розділам mxmtoon, а також моєму дебютному альбому та першому EP ".

## Сприйняття
"Я можу бути настільки смішною, наскільки хочу, але я також можу бути емо-підлітком і людиною, наче дві сторони."— mxmtoon, 
Про mxmtoon казали, що вона має «чарівну ауру близькості». Музика співачки-композиторки описується як «теплі фолк-поп мелодії з акустичними орнаментами»,  «одна частина акустичного-попу а-ля Кіна Гранніс, змішана з різким ліризмом та авангардом, мелодії, подібні до Фіони Епл або П. Дж. Харві»  які «досліджують такі теми, як випробування любові, бути тягарем для найближчих людей та зв'язок із спадщиною сім'ї». Джошуа Боте з Paste писав, що Майя «може бути автором пісень, необхідним новому поколінню», зазначивши, що вона «створена для цих часів» і «озброєна укулеле, сардонічним шармом та кмітливістю в соціальних мережах».
Грант Рінднер з Nylon писав: «Завдяки бажанню висвітлювати теми, про які вона рідко чує, на які звертаються інші виконавці, і чіткому розумінню того, як зв'язатися зі своєю аудиторією, вона постала чарівною і привабливою співачкою-композиторкою». Після відвідування виступу Майї в театрі Грамерсі, Бріана Янгер з The New Yorker написала: «Вона співала про рутинні проблеми підлітків, таких як невпевненість в собі і нерозділене кохання, з емоційною вишуканістю, яка нагадала нам, що існують деякі речі, які ми ніколи не переростемо». Джо Коскареллі з New York Times порівняв бедрум-поп Майї зі стилем Girl in Red, Clario і Beabadoobee, а також з фолк- попом «простоти» Регіни Спектор та The Moldy Peaches. Її менеджер, Макс Гредінгер, представив її Біллі Айліш та Шону Мендесу як потенційну суперзірку.
Коскареллі писав: «Майя, яка переповнена серйозністю і веселощами, зовсім випадково сама створила незалежну міні-імперію.» Боте описав Майю як «справді дуже хорошу в Інтернеті». Майя ділиться своїми веселими відео на платформі TikTok, де зібрала 2,2 мільйона підписників і 88 мільйонів лайків станом на вересень 2020 року На сьогоднішній день вона з'являлась у Vine, Tumblr, Facebook, Twitch, Snapchat, Bandcamp, Pinterest та SoundCloud, а також у TikTok. Її музика транслювалася понад 300 мільйонів разів на всіх онлайн-платформах.

## Творчість

### Вплив
Arctic Monkeys, The Black Keys, Sufjan Stevens та Елліотт Сміт  дуже вплинули на творчість Майї.

## Особисте життя
Майя ідентифікує себе як «молода бісексуальна кольорова жінка з сім'ї іммігрантів» та нині[коли?] живе у районі затоки Сан Франциско, де вона пише, записує і продюсує свою власну музику з гостьової кімнати у домі батьків. Вона закінчила старшу школу у червні 2018 року. Поки Майя росла, її батьки грали ритм-енд-блюз та хіп-хоп, включаючи Salt-N-Pepa та A Tribe Called Quest, яких вона досі слухає для ностальгії.

## Дискографія

### Студійні альбоми
| Назва          | Деталі | Пікові позиції чартів | Пікові позиції чартів |
| Назва          | Деталі | US Heat.              | US Indie              |
| -------------- | --- | --------------------- | --------------------- |
| The Masquerade | - Вийшов: 17 вересня 2019 р - Лейбл: Самовипуск - Формат: CD, цифрове завантаження, потокове передавання, вініл | 17                    | 45                    |

### EP
| Заголовок                    | Деталі |
| ---------------------------- | --- |
| Plum Blossom                 | - Вийшов: 7 грудня 2018 року - Лейбл: Самовипуск - Формат: CD, цифрове завантаження, потокове передавання, вініл |
| Plum Blossom (перероблено)   | - Вийшов: 26 квітня 2019 р - Лейбл: Самовипуск - Формат: цифрове завантаження, потокове передавання              |
| The Masquerade (перероблено) | - Вийшов: 22 листопада 2019 р - Лейбл: Самовипуск - Формат: цифрове завантаження, потокове передавання           |
| Dawn                         | - Вийшов: 22 квітня 2020 р - Лейбл: Самовипуск - Формат: цифрове завантаження, потокове передавання              |
| Dawn (перероблено)           | - Вийшов: 24 липня 2020 р - Лейбл: Самовипуск - Формат: цифрове завантаження, потокове передавання               |
| Dusk                         | - Вийшов: 1 жовтня 2020 р - Лейбл: Самовипуск - Формат: цифрове завантаження, потокове передавання               |

### Сингли
Як головний артист 
| Назва                                         | Рік  | Нагороди     | Альбом             |
| --------------------------------------------- | ---- | ------------ | ------------------ |
| «1-800-DATEME»                                | 2017 |              | Не альбомний сингл |
| «Life Online»                                 | 2017 |              | Не альбомний сингл |
| «Please Don't»                                | 2017 |              | Не альбомний сингл |
| «Hong Kong»                                   | 2017 |              | Не альбомний сингл |
| «Stuck»                                       | 2017 |              | Не альбомний сингл |
| «Birdie»                                      | 2017 |              | Не альбомний сингл |
| «The Sideline»                                | 2017 |              | Не альбомний сингл |
| «The Idea of You»                             | 2017 |              | Plum Blossom       |
| «Feelings are Fatal»                          | 2017 |              | Plum Blossom       |
| «Cliché»                                      | 2017 |              | Plum Blossom       |
| «I Feel Like Chet»                            | 2018 |              | Plum Blossom       |
| «Porcelain»                                   | 2018 |              | Plum Blossom       |
| «Temporary Nothing»                           | 2018 |              | Plum Blossom       |
| «Don't Play Your Card»                        | 2018 |              | Не альбомний сингл |
| «My Way»                                      | 2019 |              | Не альбомний сингл |
| «Prom Dress»                                  | 2019 | - RIAA: Gold | The Masquerade     |
| «High & Dry»                                  | 2019 |              | The Masquerade     |
| «Seasonal Depression»                         | 2019 |              | The Masquerade     |
| «Blame Game»                                  | 2019 |              | The Masquerade     |
| «Dream of You»                                | 2019 |              | The Masquerade     |
| «Fever Dream»                                 | 2020 |              | Dawn               |
| «Quiet Motions»                               | 2020 |              | Dawn               |
| «Lessons»                                     | 2020 |              | Dawn               |
| «Bon Iver»                                    | 2020 |              | Dusk               |
| «Ok on Your Own» (за участі Carly Rae Jepsen) | 2020 |              | Dusk               |

- Усі назви треків та альбомів стилізовані в малі регістри

Як відомий артист 
| Назва                                                                                        | Рік      | Нагороди       | Альбом / EP        |
| -------------------------------------------------------------------------------------------- | -------- | -------------- | ------------------ |
| «Falling for U» (Peachy! за участі mxmtoon                                                   | 2017 рік | - RIAA: Золото | Не альбомні сингли |
| «Maybe I Shoudn't» (Mochi за участі mxmtoon (Mochi за участі mxmtoon)                        | 2017 рік |                | Не альбомні сингли |
| «So Mean» (Afternoon за участі mxmtoon (Afternoon за участі mxmtoon, Samsa & Love-Sadkid)    | 2017 рік |                | Не альбомні сингли |
| «We Used To Talk Like Every Night» (Isiah A. за участі mxmtoon) (Isiah A. за участі mxmtoon) | 2019 р   |                | Не альбомні сингли |
| «Walk but in a Garten» (LLusion за участі mxmtoon)                                           | 2020 рік |                | Не альбомні сингли |

### Графічні романи
- The Adventures of mxmtoon: The Masquerade (з Еллі Блек, у виданні, 2019)ISBN 0-578-55170-5

## Нагороди та номінації
| Рік  | Організація | Премія         | Робота     | Результат | Прим.  |
| ---- | ----------- | -------------- | ---------- | --------- | ------ |
| 2019 | Dork        | Hype List 2020 | Самостійна | Включено  | [ 50 ] |
| 2020 | NME         | The NME 100    | Самостійна | Включено  | [ 74 ] |

## Тури
Хедлайнер
- Plum Blossom Tour (2019) [26]
- The Masquerade Tour (2019) [43]

Підтримка
- How I'm Feeling Tour (2020) (з Lauv) [45]

## Виноски
1. ↑  [ɛm.ɛksˈɛm.tuːn] ем-екс-ЕМ-тун; Ім'я «mxmtoon» походить від ініціалів Майї: MXMT.[3] Вона використовує псевдонім Майя[4] і не розкриває своє справжнє ім'я з особистих причин.[5]